# Симидзу, Саюри
Саюри Симидзу (清水 小百合 |Sayuri Shimizu: родилась 14 января 1989 года, Хамамацу, префектура Сидзуока), конькобежка, специализирующаяся в шорт-треке. Участвовала в зимних Олимпийских играх 2014 года, бронзовая призёр чемпионата мира 2013 года в эстафете.

## Спортивная карьера
Саюри Симидзу занялась фигурным катанием в возрасте 6-и лет, а в 11 лет шорт-треком, когда училась в пятом классе начальной школы, следуя по  стопам своего старшего брата.
В 2008 году на Всеяпонском чемпионате она заняла 3-е место на дистанцию 500 м, через месяц дебютировала на Кубке мира в сезоне 2008-09 в Солт-Лейк-Сити и Ванкувере, где лучшее место из четырёх гонок стало 16-е в беге на 1000 м. Только в сезоне 2010-2011 стала неотъемлемой частью японской команды Кубка мира. Она участвовала во всех шести этапах Кубка мира и, как лучший результат, достигла трех полуфиналов на дистанции 500 м и 1500 м в общей сложности. В марте 2011 года на чемпионате мира в Шеффилде она выбыла с эстафетой в полуфинале и стала бронзовым призёром в общем зачёте на Всеяпонском чемпионате.
На командном чемпионате мира в Варшаве помогла команде занять 6-е место. В следующем сезоне 2011/2012 она заняла четыре подиума в эстафетных гонках на Кубке мира. В одиночных гонках она дважды выходила в полуфинал на дистанции 1000 м. В сентябре 2012 года взяла 3-е место в общем зачете Всеяпонского чемпионата, а в декабре на Кубке мира в Нагое заняла лучшее в том сезоне 4-е место в беге на 500 м. В марте 2013 года на чемпионате мира в Дебрецене она выиграла бронзовую медаль в эстафете и в общем зачёте стала 21-й.
В сентябре 2013 года Сакаи одержала 4 победы (всего 6 гонок) на Всеяпонском дистанционном чемпионате, а в  декабре выиграла все 6 гонок в отборе национальной сборной Японии по 2 раза на 500, 1000 и 1500 метров и была выбрана олимпийским представителем Сочи. В следующем году на зимних Олимпийских играх 2014 года в Сочи она заняла 22-е место в общем зачёте многоборья м 5-е в эстафете. В марте 2014 года завершила карьеру.
Окончила Университет Чукё, где и работает сотрудником.